# Dyakia hendersoniana
Dyakia hendersoniana är en orkidéart som först beskrevs av Heinrich Gustav Reichenbach, och fick sitt nu gällande namn av Eric Alston Christenson. Dyakia hendersoniana ingår i släktet Dyakia och familjen orkidéer. Inga underarter finns listade i Catalogue of Life.

## Bildgalleri

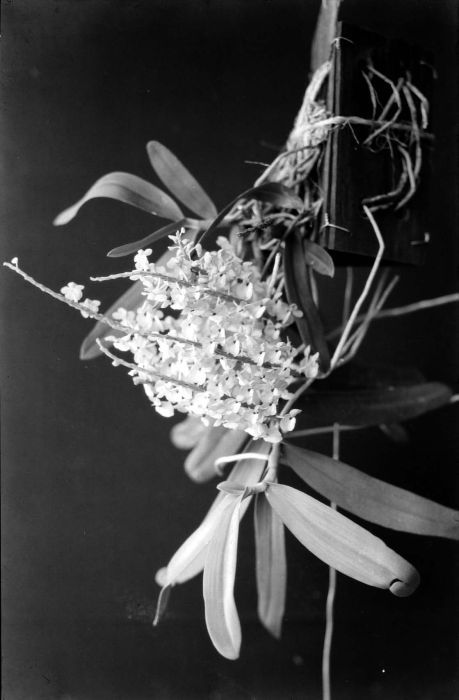
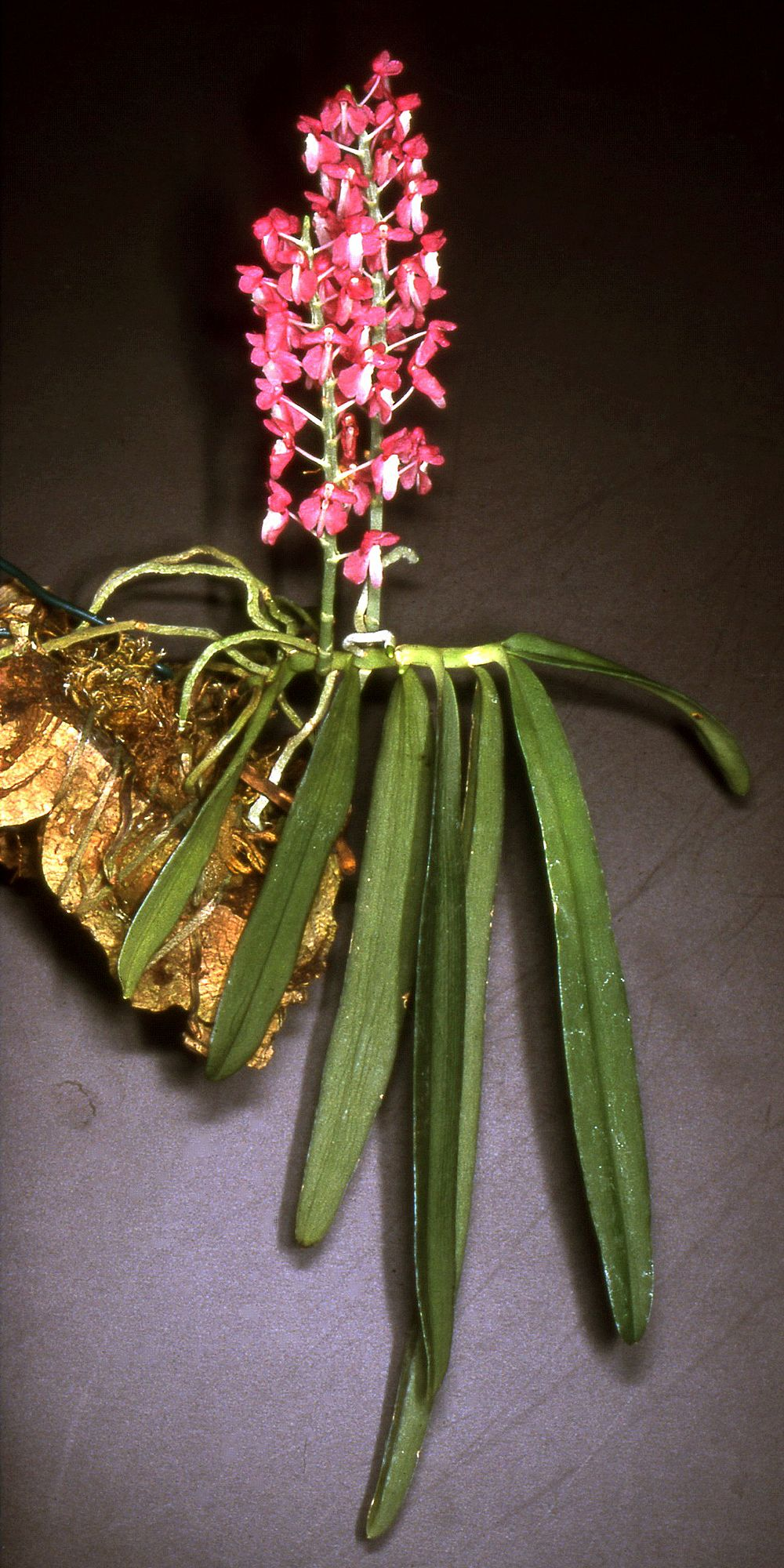
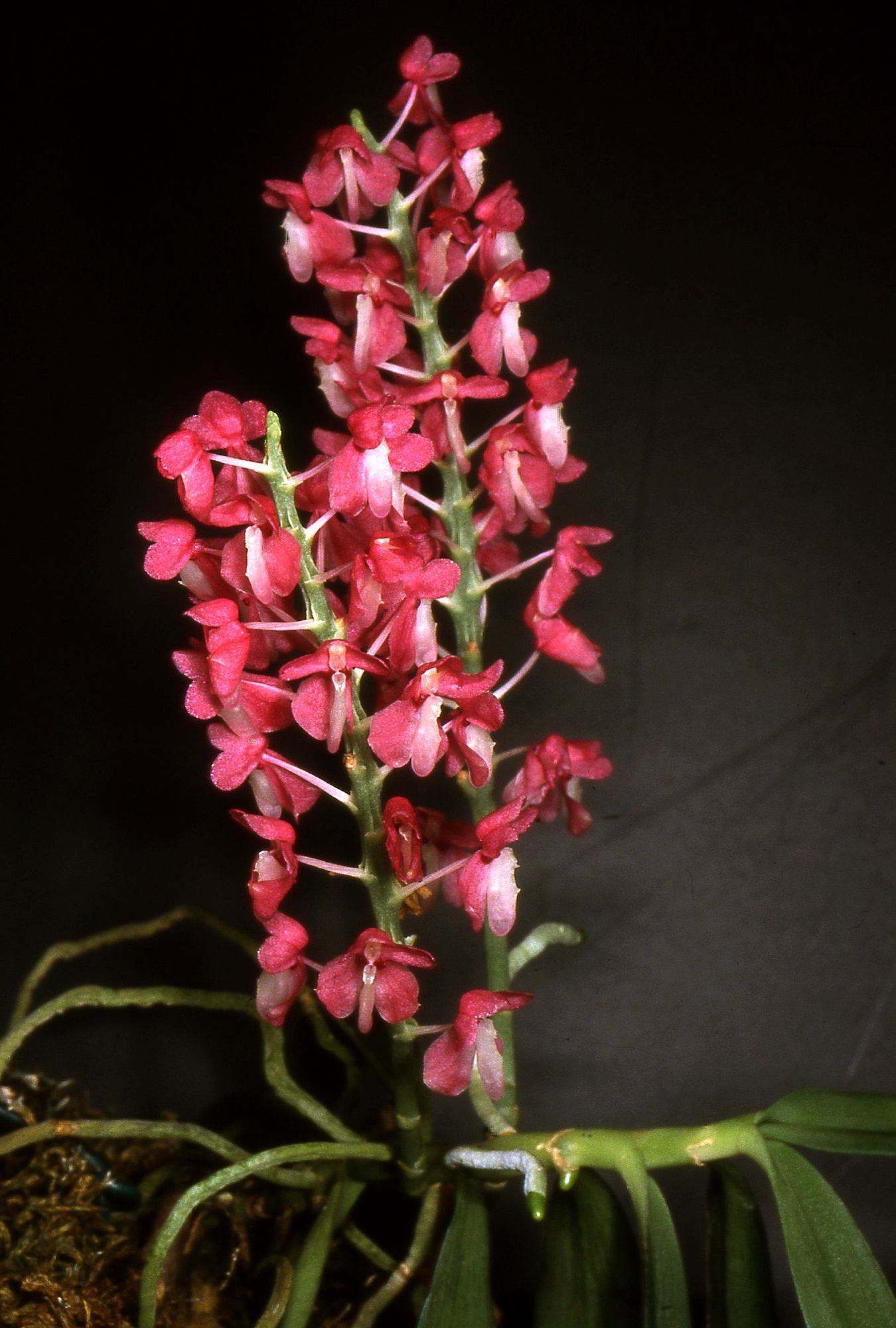
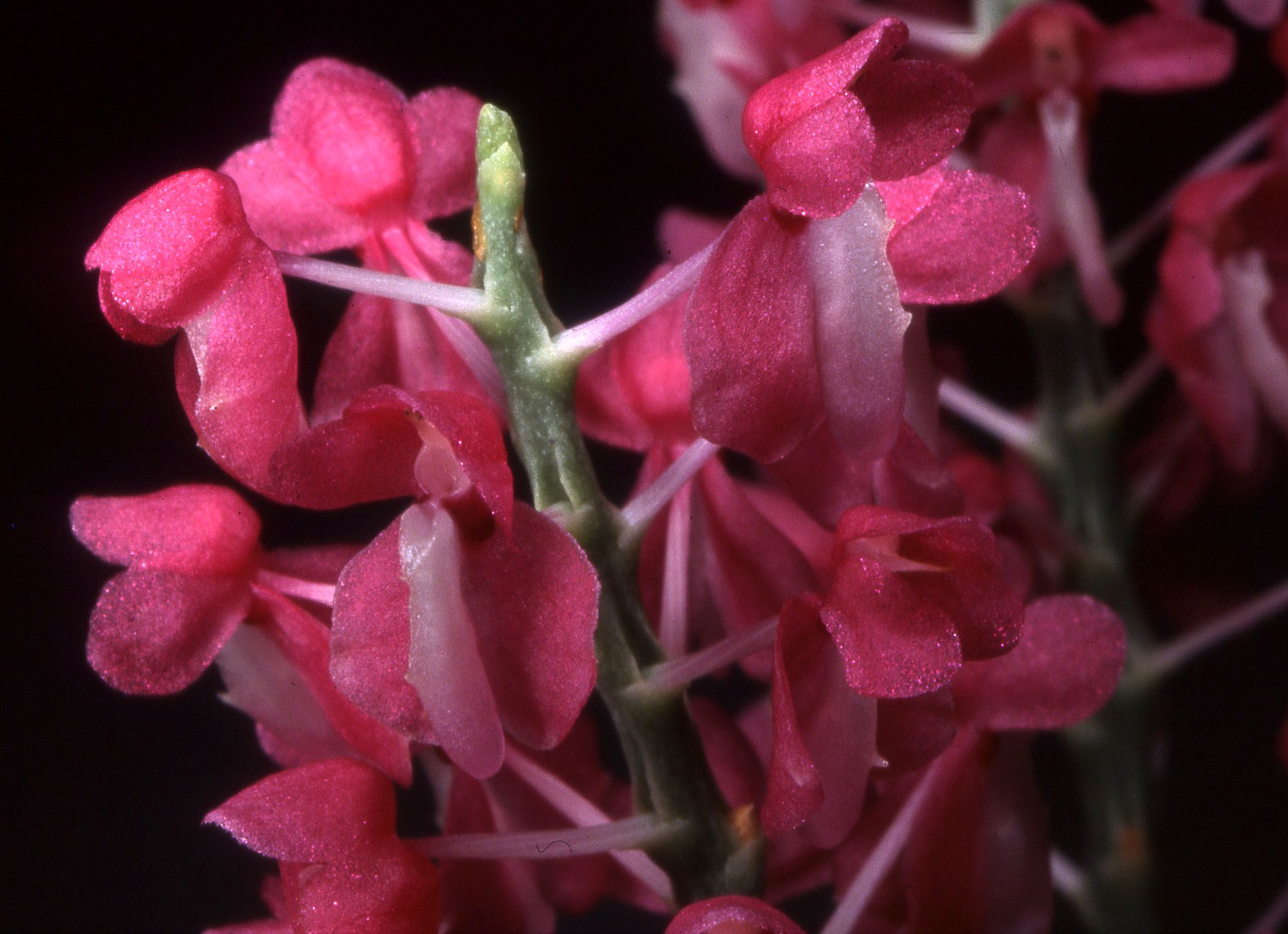
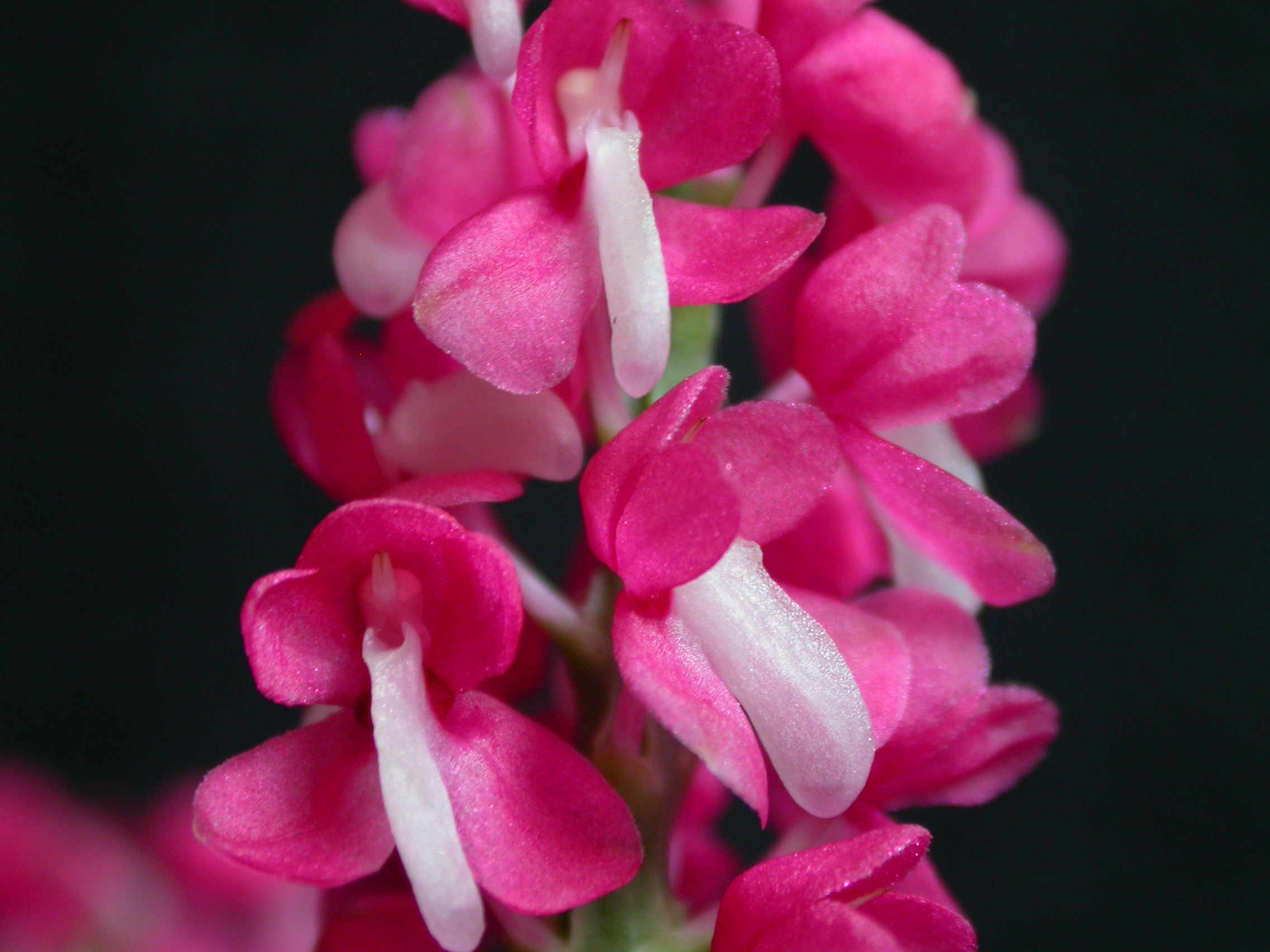
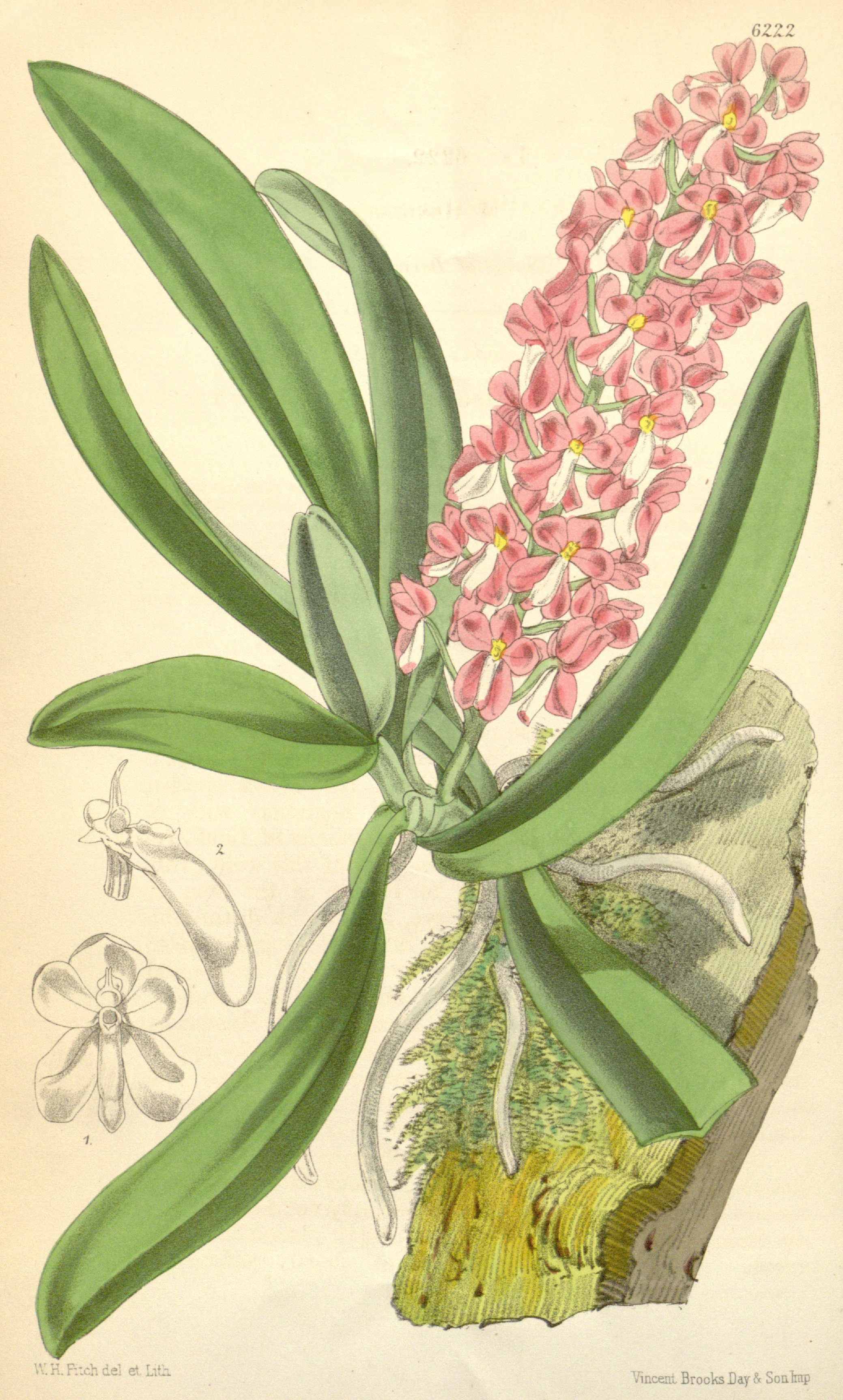